# فریدپور
فریدپور (به انگلیسی: Faridpur) یک منطقهٔ مسکونی در هند است که در Bareilly district واقع شده‌است.

## خصوصیات
فریدپور  ۶۹٬۷۰۰ نفر جمعیت دارد و ۲۱۵ متر بالاتر از سطح دریا واقع شده‌است.